# Ghar El Melh
Ghar El Melh o Ghar El Meleh (àrab: غار الملح, Ḡār al-Milḥ, literalment ‘Gorga de la Sal’, per unes salines properes) és una ciutat de Tunísia, a la governació de Bizerta. El seu nom en època colonial fou Porto Farina. El municipi té 5.018 habitants. És capçalera d'una delegació amb 17.890 habitants (cens del 2004).

## Situació
Està situada a la costa sud de la península de Raf Raf, entre el Djebel Nadour (34 metres) i la badia o llacuna que es forma al sud-oest del cap Ras Sidi Ali al-Makki, badia que rep també el nom de Ghar El Melh i abans de Porto Farina, i que antigament fou una llacuna però avui està oberta al mar. La platja de Sidi Ali al-Makki es troba a l'est de la ciutat i es perllonga cinc quilòmetres en aquesta direcció. Més enllà hi ha el Djebel Edmina, on hi ha el mausoleu de Sidi Ali al-Makki, lloc de pelegrinatge. A la zona mateixa del cap hi ha el mausoleu de Sidi Hadj Mbarek.

## Economia
L'activitat econòmica és la pesca i l'agricultura i en els darrers anys una mica de turisme que es trasllada des de la costa nord.

## Història
Fundada pels fenicis, en època clàssica va portar el nom de Rusucmona i va servir com a port d'Útica.
A l'edat mitjana fou una base del corsaris barbarescs. El 1534 els espanyols hi van construir una fortalesa per posar fre a la pirateria, però els corsaris van reprendre aviat la tasca. Al segle següent s'hi van construir tres fortaleses. Tot i així, els pirates barbarescs no foren eliminats fins al 1654, per obra del britànic Robert Blake; aleshores es convertí en base de pirates britànics i maltesos.
El 1770 el port fou bombardejat pels francesos durant un conflicte amb el bei de Tunísia. El port fou pràcticament abandonat el 1818. El 1834 va esclatar l'arsenal d'un pirata maltès i part del port i la ciutat foren destruïts. El bei Ahmed I (1837-1855) va posar fi a la pirateria i va construir un fortí a la ciutat, utilitzant el port per al comerç (1838), però la darrera iniciativa no va prosperar i va acabar esdevenint un port de pesca.
Vers el 1881 els forts otomans foren transformats en presons civils (karraka). El 1922 les tres fortaleses foren classificades com a monument històric però van seguir essent presons fins al 1964. El 1975 es va construir un nou port obert directament a la mar i el vell port fou pràcticament abandonat, limitat només a la pesca a la llacuna. Les fortaleses foren restaurades el 1990.

## Administració
És el centre de la delegació o mutamadiyya homònima, amb codi geogràfic 17 61 (ISO 3166-2:TN-12), dividida en quatre sectors o imades:
- Ghar El Meleh (17 61 51)
- Bajou (17 61 52)
- Ousja (17 61 53)
- Zouaouine (17 61 54)

Al mateix temps, forma una municipalitat o baladiyya (codi geogràfic 17 16), que s'estén per dos dels quatre sectors o imades de la delegació o mutamadiyya:
- Ghar El Meleh (17 61 51)
- Bajou (17 61 52)